# محطة قطار بئر صفصاف
َمَحطة بئر الصفصاف هي محطة قطار جزائرية تقع بجماعة واد فضة بولاية الشلف .

## المَوقع في السكك الحديدية
تقع المحطة على خط الجزائر - وهران ، حيث تسبقها محطة العطاف وتتبعها محطة وادي الفضة .

## خدمة الركاب

### خدمة
وَتخدم محطة بئر الصفصاف القطارات الجهوية على طريق الشلف - خميس مليانة  .

## أٌنظر أيضا

### مَقالات ذات صلة
- خط من الجزائر إلى وهران
- قائمة محطات القطارات في الجزائر

### رَوابط خارجية
- "SNTF". Société nationale des transports ferroviaires (SNTF). مؤرشف من الأصل في 2025-06-02..

قالب:Desserte gare/début
قالب:Desserte gare
قالب:Desserte gare/fin